# Szent Kolumbán
Nem tévesztendő össze a 6. században élt másik bencés szerzetessel, Szent Kolumbával.
Kolumbán (írül: Columbán, latinul: Columbanus) egyházi nevén Szent Kolumbán (Leinster, 540 körül – Bobbio, 615. november 23.) ír szerzetes és misszionárius, aki számos kolostort és apátságot alapított 590 körül a Frank Királyság és a Lombard Királyság területén. A kora középkori ír misszió egyik kiemelkedő alakja. Tanítványa és segítőtársa volt Gál (írül: Gall, latinul: Gallus).

## Élete
543 körül született az akkori Meath királyságában (maː Leinster), Írországban. Születése előtt anyjának olyan látomása volt, amely szerint a fia kiemelkedő tehetségű lesz. Kiváló képzettséget szerzett: először Sinell apáttól tanult Lough Erne-ben, majd Comgall apát, a Bangorban lévő kolostor alapítója vette szárnyai alá. Maga is Bangorban tanított közel 30 évig.
591-ben szerzetesek egy csoportjával elhagyta Írországot (a kereszténység és az egyházi oktatás akkori nyugati központját) és a kontinensre ment. Számos kolostort alapított. Közülük kiemelkedik a luxeuili apátság, a mai Franciaország és a bobbiói apátság, a mai Olaszország területén. 